# Джеймс Фрейн
Джеймс Фрейн (англ. James Frain) — англійський актор. Відомий виконанням ролей Томаса Кромвеля у телесеріалі «Тюдори» (2007–09), вампіра Франкліна Мотта у третьому сезоні телесеріалу «Реальна кров», Річарда Невілла у телесеріалі «Біла королева» (2013), Фердинанда у серіалі «Темне дитя» (2015) та Тео Галлавана / Азраеля у 2 сезоні телесеріалу «Готем».
Також зіграв провідні ролі у таких серіалах від ББС як: «Броненосець» (2001), «Красуні Едіт Вортон» (1995) та «Млин на Флоссі». З'явився у фільмах «Гілері і Джені» (1998) та «Єлизавета» (1998). Ба більше, зіграв роль королівського прокурора Жерарда де Вільфора у фільмі «Граф Монте-Крісто» (2002) та Бассіана у фільмі «Тит» (1999).

## Біографія
Народився 14 березня 1968 року у місті Лідс, Західний Йоркшир, Англія. Своє дитинство провів у селищі Стенстед Маунтфітчет, Ессекс. Найстарший з восьми дітей вчительки та біржового брокера. Навчався у Ньюпортській вільній школі грамоти. Вивчав англійську, кіно та драму в Університеті Східної Англії. Акторську ж підготовку отримав у Центральній школі сценічної мови та драматичного мистецтва, що в Лондоні.

## Кар'єра
Дебютував 1993 року у фільмі «Країна тіней». 1995 року став номінантом премії Венеційського кінофестивалю у категорії «Найкращий актор другого плану» за роль північноірландського терориста у фільмі «Нічого особливого». За роль у фільмі «Смак сонячного світла» (1999) у цій же категорії став номінантом премії «Джіні».
Також виступає й на британській театральній сцені, зокрема брав участь у постановках Королівської Шекспіровської компанії, Королівського придворного театру та театрів Вест-Енду. Ба більше, з'явився на сцені Бродвею, ввійшовши до акторського складу постановки по п'єсі Гарольда Пінтера «Повернення додому». 2008 року отримав премію Драма Деск у категорії «Найкращий акторський склад».
З'явився у цілому ряді телесеріалів: «Броненосець» (2001), «24» (2005), «Нашестя» (2006), «Нишпорка» (2006). Серед пізніших ролей актора — роль Томаса Кромвеля у телесеріалі «Тюдори», мільярдера Пітера Флеммінга / Шахіста у серіалі «Плащ», героїчного тамплієра Сера Грегорі у фільмі «Хрестові походи», вампіра Френкліна Мотта у телесеріалі «Реальна кров». Ба більше, увійшов до акторського складу 2 сезону телесеріалу «Грімм», де зіграв роль періодичного персонажа на ймення Ерік Ренард. У другому сезоні телесеріалу «Готем» виконав роль Тео Галлавана / Азраеля. У січні 2017 року стало відомо, що актор зіграє роль Сарека, батька Спока, у майбутньому фільмі «Зоряний шлях: Діскавері».

## Особисте життя
2004 року одружився з Мартою Каннінгем. Має двох дітей.

## Фільмографія
| Рік       |    | Українська назва                        | Оригінальна назва                    | Роль                                                       |
| --------- | -- | --------------------------------------- | ------------------------------------ | ---------------------------------------------------------- |
| 1993      | ф  | Країна тіней                            | Shadowlands                          | Пітер Вістлер                                              |
| 1995      | ф  |                                         | An Awfully Big Adventure             | Джон Харбор                                                |
| 1995      | ф  | Нічого особистого                       | Nothing Personal                     | Кенні                                                      |
| 1996      | ф  | Лох Несс                                | Loch Ness                            | Адріан Фут                                                 |
| 1996      | тф | Распутін                                | Rasputin: Dark Servant of Destiny    | князь Фелікс Юсупов                                        |
| 1996      | с  | Байки зі склепу                         | Tales from the Crypt                 | Елліот (в епізоді Report from the Grave)                   |
| 1997      | ф  | Червоне м'ясо                           | Red Meat                             | Віктор                                                     |
| 1997      | ф  | Робінзон Крузо                          | Robinson Crusoe                      | Роберт                                                     |
| 1998      | ф  | Гіларі і Джекі                          | Hilary and Jackie                    | Даніель Баренбойм                                          |
| 1998      | ф  | Єлизавета                               | Elizabeth                            | Альваро де ла Квадра                                       |
| 1999      | ф  | Дотик сонячного світла                  | Sunshine                             | Густав Зонненшайн                                          |
| 1999      | ф  | Тіт                                     | Titus                                | Бассиан                                                    |
| 2000      | ф  | Азартні ігри                            | Reindeer Games                       | Нік Кессіді                                                |
| 2000      | ф  | Там, де серце                           | Where the Heart Is                   | Форні Галл                                                 |
| 2000      | с  | Арабські ночі                           | Arabian Nights                       | Шах Заман / Гарун аль-Рашид (2 епізоди)                    |
| 2002      | тф | Стежкою війни                           | Path to War                          | Річард Н. Гудвін                                           |
| 2002      | ф  | Граф Монте-Крісто                       | The Count Of Monte Cristo            | Вільфор                                                    |
| 2004      | с  | Спартак                                 | Spartacus                            | Давид (2 епізоди)                                          |
| 2005      | с  | 24                                      | 24                                   | Пол Рейнс (10 епізодів)                                    |
| 2005      | с  | Сильні ліки                             | Strong Medicine                      | художник (в епізоді Clinical Risk)                         |
| 2005      | с  | Імперія                                 | Empire                               | Марк Юній Брут (6 епізодів)                                |
| 2005      | ф  | Ласкаво просимо до раю!                 | Into the Blue                        | Рейес                                                      |
| 2005      | с  | Медіум                                  | Medium                               | Келлі (в епізоді Light Sleeper)                            |
| 2006      | с  | Вторгнення                              | Invasion                             | Ілай Сура (7 епізодів)                                     |
| 2006      | с  | Шукачка                                 | The Closer                           | Пол Ендрюс (в епізоді Critical Missing)                    |
| 2007      | с  | 4исла                                   | Numbers                              | Алістер МакКлер (в епізоді The Janus List)                 |
| 2007—2009 | с  | Тюдори                                  | The Tudors                           | Томас Кромвель (24 епізоди)                                |
| 2008      | ф  | Послуга за послугу                      | Quid Pro Quo                         | отець Дейв                                                 |
| 2008      | с  | Закон і порядок: Злочинні наміри        | Law & Order: Criminal Intent         | Дін Голідей (в епізоді Vanishing Act)                      |
| 2008      | с  | Межа                                    | Fringe                               | Селмон Кол (в епізоді Safe)                                |
| 2009      | с  | Анатомія Грей                           | Grey's Anatomy                       | Том (в епізоді I Always Feel Like Someone Is Watchin' Me)  |
| 2009      | с  | Теорія брехні                           | Lie to Me                            | Ленс МакКліллан (в епізоді Grievous Bodily Harm)           |
| 2009      | с  | Закон і порядок: Спеціальний корпус     | Law & Order: Special Victims Unit    | Мартін Голд (в епізоді Users)                              |
| 2009      | ф  | У них все добре                         | Everybody's Fine                     | Том                                                        |
| 2009      | с  | Секс і Каліфорнія                       | Californication                      | Пол (в епізоді Mia Culpa)                                  |
| 2009—2010 | с  | Проблиски майбутнього                   | FlashForward                         | доктор Гордон Майгілл (2 епізоди)                          |
| 2010      | с  | CSI: Місце злочину                      | CSI: Crime Scene Investigation       | Джеффрі Г'юз (в епізоді Sin City Blue)                     |
| 2010      | тф | Хрестові походи. Темна реліквія         | Dark Relic                           | сер Грегорі                                                |
| 2010      | с  | Противага                               | Leverage                             | Джон Дуглас Келлер (в епізоді The King George Job)         |
| 2010      | с  | Реальна кров                            | True Blood                           | Франклин Мотт (8 епізодів)                                 |
| 2010      | с  | CSI: Маямі                              | CSI: Miami                           | Річард Еллісон (в епізоді Sudden Death)                    |
| 2010      | ф  | Трон: Спадок                            | Tron: Legacy                         | Джарвіс                                                    |
| 2010      | вг | Трон: Еволюція                          | Tron: Evolution                      | Джарвіс                                                    |
| 2011      | с  | Плащ                                    | The Cape                             | Пітер Флемінг / Шахіст (10 епізодів)                       |
| 2011      | ф  | Води слонам                             | Water for Elephants                  | доглядач                                                   |
| 2011      | с  | Чорна мітка                             | Burn Notice                          | Джеймс Форте (в епізоді Eye for an Eye)                    |
| 2012      | с  | Менталіст                               | The Mentalist                        | Террі Мерфі (в епізоді At First Blush)                     |
| 2012—2013 | с  | Грімм                                   | Grimm                                | Ерік Ренард (8 епізодів)                                   |
| 2012      | ф  | Транзит                                 | Transit                              | Марек                                                      |
| 2013      | с  | Біла королева                           | The White Queen                      | граф Ворік (5 епізодів)                                    |
| 2013      | ф  | Самотній Рейнджер                       | The Lone Ranger                      | Баррет                                                     |
| 2013      | с  | Сонна лощина                            | Sleepy Hollow                        | Рутелідж (в епізоді The Sin Eater)                         |
| 2013      | с  | Тунель                                  | The Tunnel                           | Джон Самнер (4 епізоди)                                    |
| 2014      | с  | Необачний                               | Reckless                             | Стенфорд Ешбі (в епізоді When the Smoke Clears)            |
| 2014      | с  | Непрохані гості                         | Intruders                            | Річард Шеперд (8 епізодів)                                 |
| 2015      | с  | Агент Картер                            | Agent Carter                         | Літ Бранніс (2 епізоди)                                    |
| 2015      | с  | Справжній детектив                      | True Detective                       | лейтенант Кевін Барріс (7 епізодів)                        |
| 2015      | кф | Олівія Марта Ільзе                      | Olivia Martha Ilse                   | Вільям Бейлі                                               |
| 2016      | ф  | Архітектор                              | The Architect                        | Майлз Мосс                                                 |
| 2015—2018 | с  | Готем                                   | Gotham                               | Тео Галлаван / Азраїль (22 епізоди)                        |
| 2015—2017 | с  | Чорна сирітка                           | Orphan Black                         | Фердинанд Шевальє (8 епізодів)                             |
| 2017      | с  | Гаваї 5.0                               | Hawaii Five-0                        | Себастіан Вейк (в епізоді Kama' oma' o ka 'aina huli hana) |
| 2017—2019 | с  | Зоряний шлях: Дискавері                 | Star Trek: Discovery                 | Сарек (9 епізодів)                                         |
| 2019      | ф  |                                         | Against the Clock                    | доктор А.                                                  |
| 2019      | с  | Елементарно                             | Elementary                           | Одін Райхенбах (7 епізодів)                                |
| 2020      | с  | Чим ми займаємося в тінях               | What We Do in the Shadows            | Чорний Пітер (в епізоді Witches)                           |
| 2021      | ф  | Смертельний лабіринт 2: Небезпека всюди | Escape Room: Tournament of Champions | Генрі                                                      |
| 2021      | вг | Call of Duty: Vanguard                  | Call of Duty: Vanguard               | майор Генрі Хеммс                                          |